# Azadilla (herramienta)

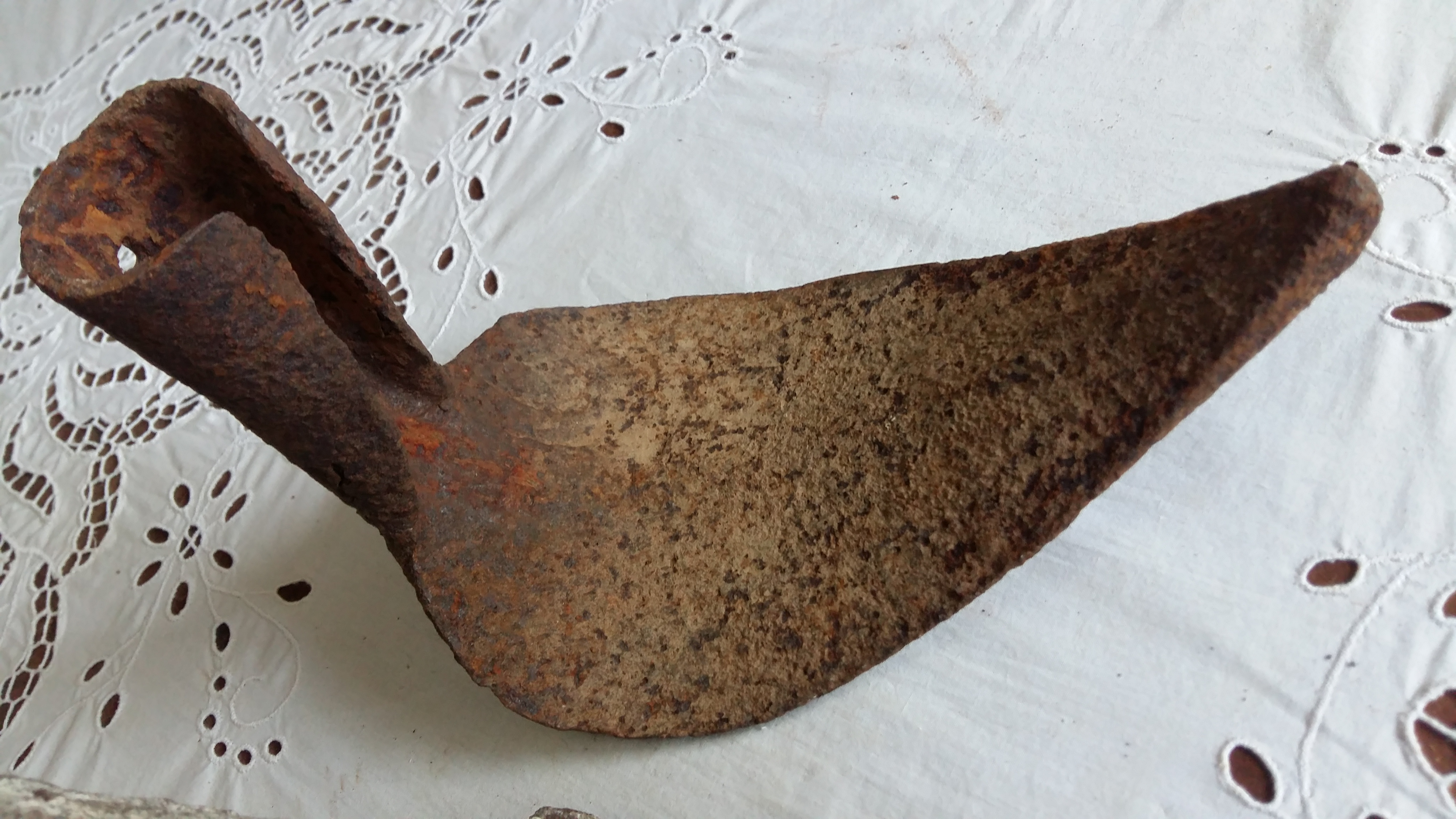
Figura 2: Almocafre antigua Collection del Museo del IHGMG

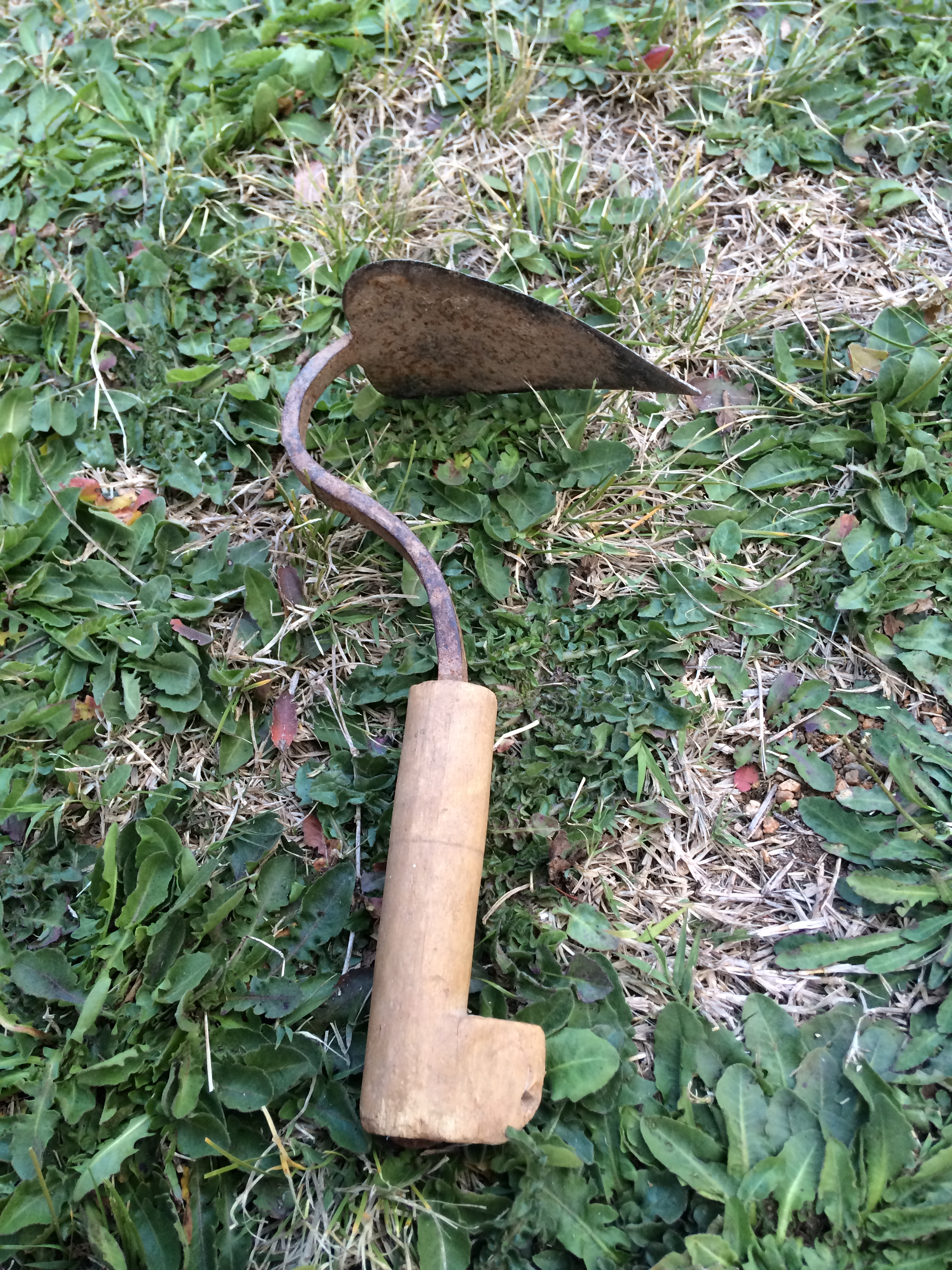
Figura 1: Almocafre moderno

La azadilla o  almocafre es una herramienta utilizada ocasionalmente en agricultura para limpiar las hierbas y para plantar o trasplantar.
Es una herramienta manual muy antigua y casi en desuso actualmente ya que otras la han sustituido en sus funciones. No obstante, aún se puede encontrar y hay fabricantes que siguen produciéndola.
Es una herramienta formada por una parte metálica con mango corto para una sola mano o bien mango largo para ambas manos. Su hoja curvada hacia el interior puede darse que tenga la punta en forma de corazón o lanceolada.
La figura 1 muestra un almocafre moderno, que se pueden comprar en tiendas especializadas en herramientas para la agricultura. La figura 2 muestra un viejo almocafre, fabricado en el siglo XVIII, en Brasil, para su uso en la extracción de oro y diamantes (pertenece a la colección del Museo del Instituto Histórico y Geográfico de Minas Gerais, Brasil).

## Usos
Es una herramienta que se usa con una mano que con esa forma tiene fundamentalmente tres utilidades:
- Puede limpiarse malas hierbas alrededor de la planta que se quiere limpiar.
- Con la forma de pico parecido a una pequeña azada se puede abrir un hueco en la tierra para plantar.
- la parte curva posterior, de la parte metálica, sirve para romper o desgranar terrones de tierra.